# آرنه هالاند
آرنه هالاند هو كيميائي نرويجي، ولد في 15 فبراير 1936.